# Bergen (stacja kolejowa)
Bergen – stacja kolejowa w Bergen, w regionie Hordaland, w Norwegii. Jest stacją końcową linii Bergensbanen, łączącej miasto ze stolicą kraju.

## Ruch pasażerski
Dworzec w Bergen realizuje zarówno połączenia dalekobieżne, jak również lokalne. Jest końcową stacją dla kolei aglomeracyjnej.

## Budynek stacyjny
Stacja została otwarta w roku 1913, na 4 lata przed oddaniem do użytku linii do Oslo. Budynek stacyjny należy do najbardziej okazałych w kraju; został zaprojektowany przez Zarlitza Kiellanda. Budynek jest w całości zabezpieczony przed graffiti i podobnymi formami wandalizmu.

## Obsługa pasażerów
Kasy biletowe, automaty biletowe, kryty parking, parking dla rowerów, kiosk, kawiarnia, pub, postój taksówek, dworzec autobusowy 200 m od stacji.